# District historique des Lyons Ranches
Pour les articles homonymes, voir Lyons.
Le district historique des Lyons Ranches, en anglais Lyons Ranches Historic District, est un district historique du comté de Humboldt, en Californie, dans l'ouest des États-Unis. Protégé au sein du parc national de Redwood, il est lui-même inscrit au Registre national des lieux historiques depuis le 19 mars 2018.